# Camp d'Ahlem-Hannover
 (octobre 2024).
Si vous disposez d'ouvrages ou d'articles de référence ou si vous connaissez des sites web de qualité traitant du thème abordé ici, merci de compléter l'article en donnant les références utiles à sa vérifiabilité et en les liant à la section « Notes et références ».
 (octobre 2024).

Localisation du quartier d'Ahlem dans la ville de Hanovre.

Le camp d'Ahlem-Hannover (A12) est un camp de travail forcé annexe du camp de concentration de Neuengamme situé dans un quartier ouest de la ville de Hanovre, dont les détenus étaient mis à la disposition des entreprises Continental-Gummiwerke et Maschinenfabrik Niedersachsen Hannover.

## Création

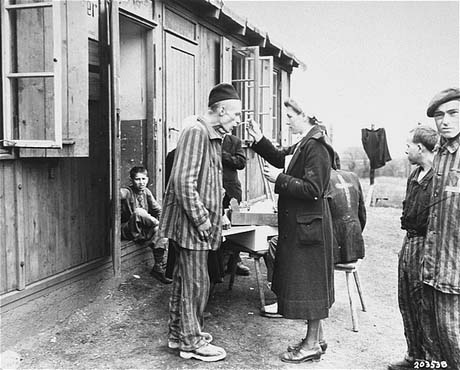
Un prisonnier polonais malade est traité par la Croix-Rouge allemande au camp de Ahlem.

Fin novembre 1944, une centaine de détenus, principalement juifs, en provenance de camp de Hanovre-Stöcken, arrivent sur le site du camp d'Ahlem (un terrain appartenant à Continental-Gummiwerke) pour y construire des baraquements, des lavabos et des logements pour les SS. Le 30 novembre 1944, un nouveau contingent venu de Stöcken les rejoint et les effectifs passent à 840 hommes.
Leur travail consiste à creuser une galerie souterraine pour le transfert des usines Continental-Gummiwerke et Maschinenfabrik Niedersachsen Hannover, un projet codé A12.
Début 1945, un convoi de prisonniers de guerre soviétiques, venu du camp central de Neuengamme, rejoint Ahlem pour remplacer les détenus décédés ou inaptes.
Le camp est placé sous la responsabilité du SS Hauptscharführer Otto « Tull » Harder, un ancien footballeur bien connu du club de Hambourg.

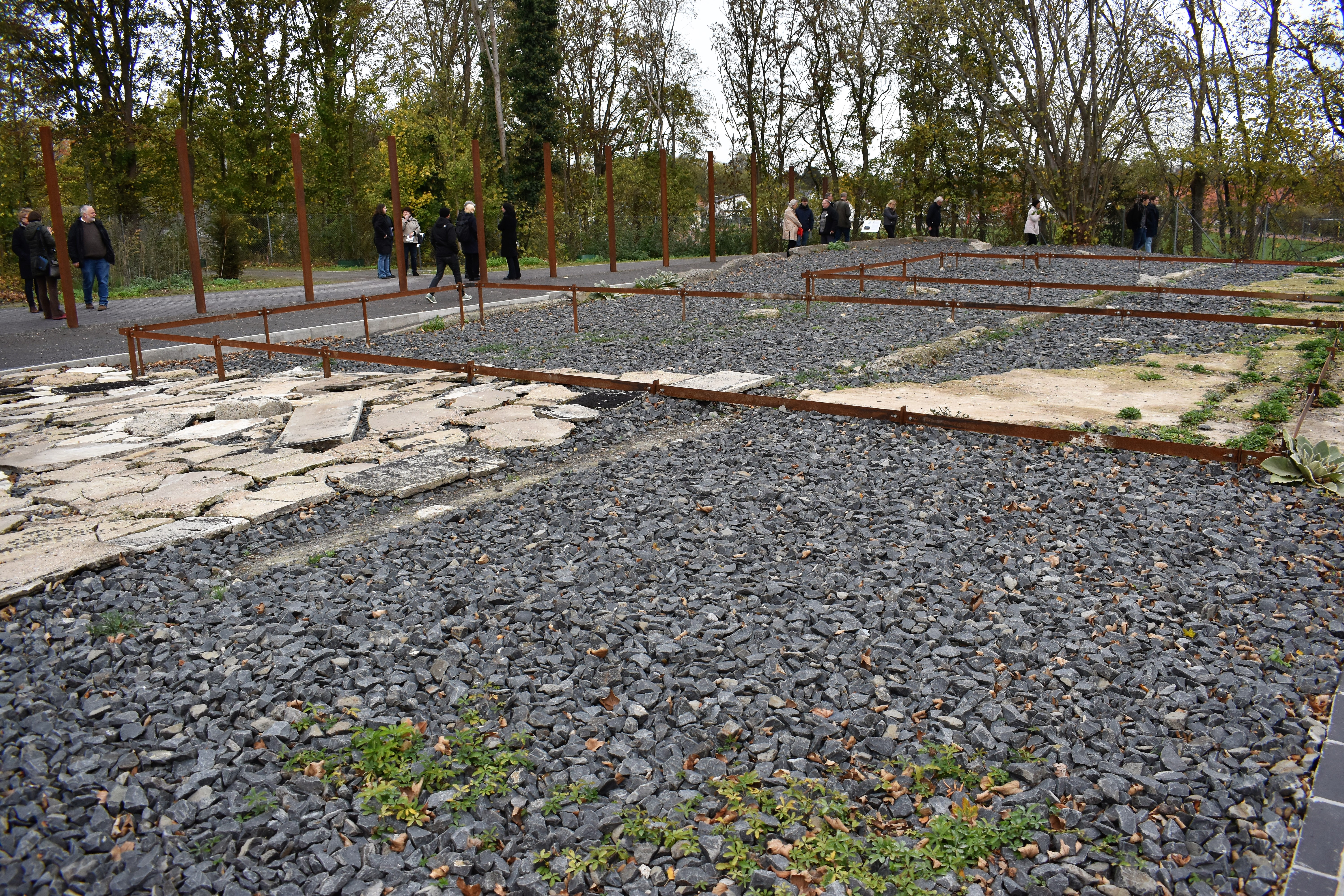
Site de l'ancien camp de travail d'Ahlem.

## Évacuation
Le 5 avril 1945, les préparatifs pour l'évacuation commencent. Le lendemain, les détenus en état de marcher quittent le camp à pied pour rejoindre Bergen-Belsen. Un certain nombre d'entre eux sont abattus en cours de route par les SS. Environ 200 détenus malades restés à Ahlem sont libérés le 10 avril 1945 par les troupes américaines.

## Mémorial
Un monument commémoratif symbolisant l'entrée de la galerie souterraine a été inauguré en 1994 à côté de l’emplacement du camp. En 2001, ce mémorial a été complété par deux stèles en cuivre sur lesquelles sont gravés les noms de 299 victimes du camp d’Ahlem.